# Флинн, Бернадетт
Бернаде́тт Мэ́ри Флинн (англ. Bernadette Mary Flynn; род. 1 августа 1979, Нина, Манстер) — ирландская танцовщица, известная участием в танцевальных шоу «Властелин Танца» (Lord of the Dance) и «Языки пламени» (Feet of Flames).

## Биография
Бернадетт Флинн родилась 1 августа 1979 года в городе Нина, графства Типперэри в Ирландии. Её родители, Мэри (англ. Mary Flynn) и Энди (англ. Andy), являлись владельцами местного паба «Andy Flynn’s» (сейчас бистро). У Бернадетт есть старший брат Эндрю (англ. Andrew) и три сестры: старшая Элейн (англ. Elaine) и младшие близнецы Катриона (англ. Catriona) и Мария (англ. Maria). С четырёхлетнего возраста Бернадетт посещала академию танца (англ. Browne Academy of Dance), в первое время обучению ирландским танцам ей помогала сестра Элейн.
До 1996 года Бернадетт Флинн 6 раз завоевала первое место на мировом чемпионате по ирландским танцам, выиграла 7 титулов в чемпионате «All-Ireland» и 9 в «Munster». Из-за увлечения танцами Флинн не окончила средню школу (англ. St. Mary Secondary school), вместо подготовки к экзаменам в последний год обучения, 16-летняя Флинн выступала с ведущей партией в шоу «Властелин Танца», вместе с Майклом Флэтли. Флэтли взял Бернадетт на роль Сиршэ (англ. Saoirse, the Irish Colleen). В переработанной версии «Языки пламени» (Feet of Flames), Флинн так же исполняла партию Сиршэ. В этой роли она попала на все оригинальные версии, выпущенные на DVD. В составе первой труппы Бернадетт побывала с турами в США и Европе (включая визиты в Россию).
Муж Бернадетт — Дэмиен О’Кейн (англ. Damien O’Kane), тоже танцор и состоит в труппе Майкла Флэтли с 1996 года (О’Кейн исполнял роль Властелина танца, после ухода Флэтли). Бернадетт и Дэмиен начали встречаться в 2003 году, и сыграли свадьбу 28 декабря 2005 года. Дуэт Флинн и О’Кейн представлял Ирландию в реалити-шоу от NBC — «Superstars of Dance» в 2009 году.